# محمد علي بن جمعة
محمد علي بن جمعة (ولد في 13 نوفمبر 1970 بتونس (مدينة)- ) ممثل ومساعد مخرج مسرحي ومغني راب تونسي. مثل عدة أدوار في العديد من الأفلام التونسية والعالمية وفي المسلسلات.

## أعماله

### السينما

#### الأفلام الطويلة
- عرس القمر للمخرج الطيب الوحيشي، 1997
- غدوة نحرق للمخرج محمد بن إسماعيل، 1998
- كول التراب للمخرج نضال الشطا، 2000
- عرائس الطين للمخرج نوري بوزيد، 2002.
- باب العرش للمخرج مختار العجيمي بدور حميد، 2004.
- خشخاش للمخرجة سلمى بكار، 2004.
- نادية وسارة للمخرجة مفيدة التلاتلي، 2004.
- اللمبارة للمخرج علي العبيدي، 2005.
- هي وهو للمخرج إلياس بكار، 2006.
- جنون للمخرجان جليلة بكار والفاضل الجعايبي، 2007.
- الحادثة للمخرج رشيد فرشيو، 2007.
- تشينيتشيتا  للمخرج إبراهيم اللطيف، 2009.
- القناص (فيلم تلفزي) للمخرج يسري بوعصيدة، 2012.
- زهرة حلب للمخرج رضا الباهي، 2016.
- بيك نعيش للمخرج مهدي البرصاوي، 2019.
- بورتو فارينا للمخرج إبراهيم اللطيف بدور علي البحري، 2019.
- جزيرة الغفران للمخرج رضا الباهي بدور عمار، 2022.

#### الأفلام القصيرة
- رغم الكل للمخرج محمد بن بشير، 1999.
- فندق الغلة للمخرج خالد البرصاوي، 1999.
- نبضة قلب للمخرج فارس نعناع، 2007.
- كان يا ما كان ذات فجر للمخرج محمد علي النهدي، 2010.
- غصرة للمخرج جميل النجار، 2015.

### الأفلام الأجنبية
- الشمس المقتولة للمخرج عبد الكريم بهلول، بمشاركة شارل برلين، 2002.
- إمبراطورية أغسطس للمخرج روجير يونغ، بمشاركة بيتر أوتول، 2002.
- سان بياترو (فيلم إيطالي) للمخرج جوليو باز، بمشاركة عمر الشريف، 2002

### الأفلام الوثائقية
- تكلم للمخرجة آن كلوسيه، 2000.
- كشف المصارعين الحقيقيين للمخرج شون ترييڥيسيك، 2003.
- صلاح الدين الأيوبي للمخرج شون تريڥيسيك، 2004.
- حنبعل للمخرج شون تريڥيسيك، 2005.
- روما، قسطنطينية للمخرج تيم دون، 2006.
- إنجيل يهوذا للمخرج جيمس بارات

، 2006.

### الفيديوهات
- 2013: ظهور في فيديو كليب "غناية ليك"، أغنية جماعية تمت كتابتها وصياغتها وإنتاجها من طرف الفنان بيرم الكيلاني وأخرجها زياد ليتيم.

### الأعمال التلفزية

#### الدراما
- ولد  الناس للمخرج المنصف ذويب، 1992.
- أيام عادية للمخرج الحبيب المسلماني، 1995.
- عشقة وحكايات للمخرج صلاح الدين الصيد، 1998.
- غالية للمخرج المنصف الكاتب، 1999.
- الحضرة للمخرج الفاضل الجزيري، 1999-2000.
- حب في العاصفة للمخرج نجيب بالقاضي، 2000.
- عطر الغضب للمخرج الحبيب المسلماني، 2002.
- صيافي للمخرج عبد الجبار البحوري، 2003.
- عند عزيز للمخرج صلاح الدين الصيد، 2003.
- حسابات وعقابات للمخرج الحبيب المسلماني، 2003.
- شوفلي حل للمخرج صلاح الدين الصيد،2005-2009.
- عودة المنيار للمخرج الحبيب المسلماني، 2005.
- فسحة سماوية (مسلسل سوري) للمخرج سيف الدين السبيعي، 2006.
- حكايات العروي للمخرج الحبيب الجمني، 2006.
- كمنجة سلامة للمخرج حمادي عرافة، 2007.
- صيد الريم للمخرج علي منصور، 2008.
- مكتوب (الموسم 1) للمخرج سامي الفهري، 2008.
- هدوء نسبي (مسلسل مصري) للمخرج شوقي الماجري، 2009.
- أقفاص بلا طيور للمخرج عز الدين الحرباوي، 2009.
- ڨراج الكريك للمخرج رضا الباهي، 2010.
- نجوم الليل (الموسمين 1 و2) للمخرج مديح بالعيد، 2010-2011.
- عنقود الغضب للمخرج نعيم بن رحومة بدور إلياس، 2012.
- تي حاصيلو للمخرج ربيع التكالي، 2013.
- كاميرا  كافيه (الموسم 1) للمخرج إبراهيم اللطيف، 2013.
- ليام للمخرج خالد البرصاوي، 2013.
- نسيبتي العزيزة (ضيف شرف الحلقتين 11 و14 من الموسم 3) للمخرج صلاح الدين الصيد بدور الدكتور المنجي، 2013.
- يوميات إمرأة للمخرجة خالدة الشيباني، 2013.
- ناعورة الهواء (الموسم 1) للمخرج مديح بالعيد، 2014.
- ليلة الشك للمخرج مجدي السميري ، 2015.
- الريسك للمخرج نصر الدين السهيلي، 2015.
- بوليس حالة عادية للمخرج مجدي  السميري، 2015.
- وردة وكتاب للمخرج أحمد رجب بدور بهاء، 2016.
- بوليس حالة عادية (الموسم 2) للمخرج مجدي  السميري، 2016.
- الأكابر للمخرج مديح بالعيد، 2016.
- الدوامة للمخرج نعيم بن رحومة والحبيب المسلماني ومحمد علي ميهوب وعبد المنعم حواص بدور مرتضى غانم، 2017.[2]
- دار نانا للمخرج  محمد علي  ميهوب، 2019.
- الفوندو للمخرجة سوسن الجمني بدور مراد، 2021.
- براءة للمخرج مراد بالشيخ وسامي الفهري بدور عمر، 2022

### البرامج التلفزية
- 2014 : ماعندك وين تهرب (ضيف الحلقة 13) على قناة تونسنا

### الأعمال المسرحية
- كلام الليل للمخرج توفيق الجبالي، 1990-1991.
- المتحمسون للمخرج الفاضل الجزيري، 1991-1992
- نجوم للمخرج الفاضل الجزيري، 1994.
- زغندة وعزوز للمخرج الفاضل الجزيري، 1995.
- باني باني للمخرج الفاضل الجزيري، 1996.
- عصافر الجنة للمخرج إلياس بكار، 1998.
- المنشار القلق للمخرجة رجاء بن عمار والمنصف  صايم، 1999.
- الأمل، الإقتباس والإخراج المسرحي لرجاء بن عمار، 1999.
- ستوديو المسرح للمخرج الفاضل الجعايبي ونوال الإسكندراني، 1999.
- جنون للمخرج الفاضل الجعايبي وجليلة بكار، 2001-2005.
- الفلسطينيون للمخرج جون جينيه والإخراج المسرحي لتوفيق الجبالي، 2003.
- قرطاج الحرباء من إنتاج رؤوف بن عمر، 2004.
- الحضرة (النسخة الخامسة) للمخرج الفاضل الجزيري، 2005.
- حفل إفتتاح بطولة العالم في كرة اليد، من إخراج بشير الدريسي ومنير العرقي، 2005.
- الإحتفال الوطني بإستقلال تونس من إخراج بشير الدريسي ومنير العرقي.
- جسد واحد من إعداد زين الحق وزياد التواتي.

### الإعداد وكاستينغ
- كاستينغ : حنبعل لغسان الرحباني (1998).
- كاستينغ : عصافر الجنة (1998).
- كاستينغ : الحضرة (1999).
- كاستينغ وإعداد : صيافي (2003).
- إعداد والإخراج : زازا، الإخراج المسرحي لفاضل الجزيري (2005).

### الموسيقى
محمد علي بن جمعة  أيضا مغني راب وسلام ملقب بدالي جاي. قام بكتابة عديد كلمات أغاني الراب الهادف.
- إذا فلنغني، 2010.
- غلطوني، حيث يشير  إلى جملة  الرئيس زين العابدين بن علي الشهيرة، وأنا  ففهمتكم التي قالها في خطابه بالدارجة التونسية يوم 13 جانفي 2011.
- فو تو (مفلس)، موسيقى تصويرية من إعداد عفيف الشريف،2011 .
- عندي ولدي يا حضار، 2012.
- تكلم، أغنية ثنائية مع أسماء بن أحمد، مقتبسة عن قصيدة الكلمات لمنور صمادح، 2012.
- دقيقة صمت، تخليدا لذكرى شكري بالعيد، 2013.
- غزة تحت القصف، أغنية ثنائية مع أميرة عامر، 2014.

### إلتزامات
في 26 ماي 2021، إنظم إلى حزب آفاق تونس.

## روابط خارجية
- محمد علي بن جمعة على موقع IMDb (الإنجليزية)
- محمد علي بن جمعة على موقع روتن توميتوز (الإنجليزية)
- محمد علي بن جمعة على موقع قاعدة بيانات الأفلام العربية
- محمد علي بن جمعة على موقع ألو سيني (الفرنسية)
- محمد علي بن جمعة على موقع أول موفي (الإنجليزية)
- محمد علي بن جمعة على موقع قاعدة بيانات الفيلم (الإنجليزية)
- محمد علي بن جمعة على موقع كينوبويسك (الروسية)